# Кутахов, Павел Степанович
Па́вел Степа́нович Кута́хов (3 (16) августа 1914, с. Малокирсановка, ныне Матвеево-Курганского района Ростовской области — 3 декабря 1984, Москва) — советский военачальник, Главный маршал авиации (1972), дважды Герой Советского Союза (1 мая 1943, 12 августа 1984), лауреат Ленинской премии (1983), Заслуженный военный лётчик СССР (1966). Член ЦК КПСС (1971—1984). Депутат Совета Союза Верховного Совета СССР 8-11 созывов (1970—1984).

## Биография
Родился 16 августа 1914 года в семье бедного крестьянина в селе Малокирсановка Таганрогского округа Области войска Донского, ныне Матвеево-Курганский район, Ростовская область. В семье было четверо сыновей и дочь. В начале 1919 года отец Павла умер от тифа.
В Малокирсановке тогда была только начальная школа, и Павел поехал учиться в село Фёдоровку в 18 километрах от Малокирсановки. В 1930 году он окончил Фёдоровскую школу-семилетку. В 1930 году он приехал в Таганрог. Некоторое время учился в средней школе у Нового рынка (ныне средняя школа № 9, в школе создан музей Кутахова).
Затем поступил в школу фабрично-заводского ученичества трамвайщиков, которую окончил в 1933 году. После её окончания работал слесарем на авиационном заводе № 31 имени Димитрова в Таганроге. Тогда же Павел Кутахов поступил на вечерний рабфак при Таганрогском индустриальном институте и окончил его в 1935 году.
В августе 1935 года вступил в Красную Армию, когда по комсомольскому призыву поступил в Сталинградскую военную школу лётчиков. Начинал летать на самолёте «У-2». Окончил его в 1938 году.

Майор П. С. Кутахов, Карельский фронт, 1943.

В 1938 году прибыл в истребительный авиационный полк ВВС Ленинградского военного округа. Вскоре он стал командиром звена истребителей. Сделал несколько вылетов во время Польского похода РККА.

### Советско-финская война
Во время войны с Финляндией Кутахов совершил 131 боевой вылет. Воевал командиром звена в составе 7-го истребительного авиационного полка. В бою в январе 1940 года был сбит зенитной артиллерией финнов и спустился на парашюте в тылу противника, пешком вернувшись в расположение советских войск. За отличия на этой войне представлялся к награждению орденами Красного Знамени и Красной Звезды, но награждён не был.

### Великая Отечественная война
На момент начала Великой Отечественной войны лейтенант Кутахов был заместителем командира эскадрильи 7-го истребительного авиаполка, дислоцированного в районе Выборга. Здесь открыл свой счёт побед, сбив 24 июля немецкий связной самолёт «Шторх». В июле 1941 года переведён в 145-й истребительный авиационный полк на Карельский фронт, где сначала назначен заместителем командира, затем — командиром эскадрильи. Участвовал в обороне Мурманска, Кандалакши и Кировской железной дороги. Сопровождал караваны транспортных судов ленд-лиза. В апреле 1942 года полк был преобразован в 19-й гвардейский истребительный авиационный полк. В апреле 1943 года был назначен помощником командира полка по воздушно-стрелковой службе.
Один из известнейших лётчиков-истребителей Карельского фронта. Газета «Боевая вахта» в мае 1943 года писала:

«За 22 месяца боевой работы на нашем фронте Герой Советского Союза Павел Кутахов не только закалился и прошёл трудный путь совершенствования своего мастерства. За это время он сплотил вокруг себя замечательную плеяду отважных лётчиков-асов, явился воспитателем новых воздушных бойцов. Среди них вечной славой сияет имя Героя Советского Союза Ефима Кривошеева».

К февралю 1943 года командир эскадрильи гвардии майор П. С. Кутахов совершил 262 боевых вылета, в 40 воздушных боях лично сбил 7 самолётов и 24 в группе (по данным наградного листа, согласно исследованию М. Ю. Быкова подтвержденными являются из них 6 личных побед и 15 в группе). За эти подвиги представлен к высшей награде страны.

Кутахов после боя, на крыле истребителя Bell P-39 Airacobra, 1943 год.

Указом Президиума Верховного Совета СССР от 1 мая 1943 года П. С. Кутахову было присвоено звание Героя Советского Союза. В мае 1944 года гвардии майор Кутахов назначен командиром 20-го гвардейского истребительного авиационного полка. Полк воевал в составе 16-й гвардейской истребительной авиационной дивизии (7-я воздушная армия, Карельский фронт). В его полку было десять Героев Советского Союза.
В 1944 году король Георг VI наградил гвардии майора Кутахова орденом Британской империи 4-го класса за высокое лётное мастерство и подвиги при охране северных конвоев. Всего за годы войны П. С. Кутахов совершил 367 боевых вылетов, провёл 79 воздушных боёв, в которых сбил 14 самолётов лично и 28 в составе группы (документами полка подтверждены 13 личных и 15 групповых побед). Удостоен многих наград.

### Послевоенная служба
После войны подполковник Кутахов до ноября 1948 года командовал 20-м гвардейским истребительным авиационным полком в Заполярье, а потом направлен на Высшие офицерские лётно-тактические курсы в Липецк. Окончил их с отличием в 1949 году. Получил назначение на должность заместителя командира 175-й истребительной авиационной дивизии ВВС Группы советских войск в Германии. С декабря 1950 года занимал должность командира 145-й истребительной авиационной дивизии. С ноября 1951 года был заместителем командира, а с декабря 1953 года — командиром 71-го истребительного авиационного корпуса 24-й воздушной армии (ГСВГ).
В 1957 году окончил Высшую военную академию имени К. Е. Ворошилова. С декабря 1957 года служил заместителем командующего по боевой подготовке 30-й воздушной армии в Прибалтийском военном округе, в октябре 1959 года стал первым заместителем командующего этой армией. Там освоил сверхзвуковые истребители. С августа 1961 года по июль 1967 года командующий 48-й воздушной армией Одесского военного округа. В 1966 году ему в числе первых было присвоено почётное звание «Заслуженный военный лётчик СССР».
В июле 1967 года генерал-полковник авиации П. С. Кутахов назначен первым заместителем главнокомандующего Военно-Воздушными Силами СССР. В марте 1969 года маршал авиации Кутахов стал главнокомандующим ВВС СССР. В 1972 году ему присвоено воинское звание Главный маршал авиации. Его называют главкомом ВВС, при котором советские ВВС имели максимальную в истории мощь. 
Кутахов — депутат Совета Союза Верховного Совета СССР 8-11 созывов (1970—1989) от Азербайджанской ССР, с 1961 года избирался делегатом на все партийные съезды. С 1971 года — член ЦК КПСС. Был также депутатом Верховного Совета Украинской ССР 6 и 7 созывов (1963—1971).
Кутахов летал на современных истребителях до 60-летнего возраста.
В 1984 году во второй раз присвоили звание Героя Советского Союза.
Умер 3 декабря 1984 года от обширного инсульта. Похоронен в Москве на Новодевичьем кладбище.

## Семья
- Кутахов, Владимир Павлович — сын, генерал-лейтенант авиации, заместитель начальника Военно-воздушной инженерной академии имени Н. Е. Жуковского, доктор технических наук, профессор.
- Пронина (Кутахова), Галина Павловна — дочь.
- Павел Владимирович Кутахов (р. 12.12.1971) — внук, полковник, начальник управления заказов по совершенствованию технической основы системы управления ВС РФ[5], проходит по делу о мошенничестве в Минобороны России[6].

## Список воздушных побед
| Список воздушных побед П. С. Кутахова | Список воздушных побед П. С. Кутахова | Список воздушных побед П. С. Кутахова | Список воздушных побед П. С. Кутахова |
| № п/п                                 | Дата победы                           | Тип самолёта                          | Место победы                          |
| ------------------------------------- | ------------------------------------- | ------------------------------------- | ------------------------------------- |
| 1                                     | 24.07.1941                            | Фи-156                                | Средний водопад                       |
| **                                    | 19.01.1942                            | Ме-110                                | ст. Боярская                          |
| **                                    | 23.01.1942                            | Ме-110                                | ст. Боярская                          |
| **                                    | 23.01.1942                            | Ме-110                                | оз. Керетень — Топозеро               |
| **                                    | 08.02.1942                            | Ю-88                                  | Нижнее Котозеро                       |
| **                                    | 23.02.1942                            | Хш-126                                | г. Ганкашваара                        |
| **                                    | 09.03.1942                            | Ме-109                                | зап. ст. Боярская                     |
| **                                    | 14.03.1942                            | До-215                                | зап. г. Ганкашваара                   |
| 2                                     | 15.05.1942                            | Ме-109                                | оз. Тулп-Явр                          |
| 3                                     | 19.05.1942                            | Ме-109                                | зап. Мурманск                         |
| **                                    | 26.05.1942                            | Ме-109                                | ст. Кица — оз. Медвежье — г. Брицкен  |
| **                                    | 26.05.1942                            | Ме-110                                | ст. Кица                              |
| **                                    | 22.06.1942                            | Ме-109                                | зап. оз. Пял-Явр                      |
| **                                    | 22.06.1942                            | Ме-110                                | зап. оз. Пяйве-Явр                    |
| **                                    | 23.06.1942                            | Ме-109                                | зап. Мурманск                         |
| **                                    | 23.06.1942                            | Ме-109                                | зап. Мурманск                         |
| **                                    | 28.06.1942                            | Ме-110                                | оз. Медвежье                          |
| 4                                     | 02.09.1942                            | Ме-109                                | Мурмаши                               |
| **                                    | 02.09.1942                            | Ме-109                                | Мурмаши                               |
| 5                                     | 15.09.1942                            | Ме-109                                | зап. аэродром Шонгуй                  |
| 6                                     | 27.12.1942                            | Ме-109                                | сев. Юркино                           |
| 7                                     | 27.02.1943                            | Ме-109                                | Курбыш-озеро                          |
| 8                                     | 27.03.1943                            | Ме-109                                | оз. Шовно-Явр                         |
| 9                                     | 04.04.1943                            | Ме-109                                | оз. Кядп-Явр                          |
| 10                                    | 01.06.1943                            | Ме-109                                | сев.-вост. ст. Жемчужная              |
| 11                                    | 21.06.1943                            | Ме-109                                | сев.-зап. оз. Сенное                  |
| 12                                    | 23.06.1943                            | Ме-109                                | ст. Ковда                             |
| 13                                    | 09.10.1944                            | Ме-109                                | сев.-вост. аэродром Луостари          |

Всего воздушных побед: 14+28 (из них в оперативных документах найдено 13+15);
боевых вылетов — 367;
воздушных боёв — 79.
** — групповые победы

## Память

Капитан П. С. Кутахов, 1942 год.

- Его имя носило Армавирское ВВАУЛ (Армавирский ВАИ) до переформирования и вхождения в состав Краснодарского ВАИ.
- В родном селе Малокирсановка установлен бронзовый бюст П. С. Кутахова.
- В селе Малокирсановка существует музей, посвящённый жизни и деятельности П. С. Кутахова.
- В посёлке Мурмаши Мурманской области одна из улиц носит имя П. С. Кутахова.
- В честь Кутахова названо судно флота рыбной промышленности РТМК-с «Павел Кутахов», бортовые номера МА-1819, М-0007, 1989 года постройки. Порт приписки Мурманск.

## Воинские звания
- лейтенант (22.09.1939)
- старший лейтенант (14.10.1941)
- капитан (2.02.1942)
- майор (29.06.1942)
- подполковник (24.10.1944)
- полковник (27.06.1950)
- генерал-майор авиации (31.05.1954)
- генерал-лейтенант авиации (27.04.1962)
- генерал-полковник авиации (23.02.1967
- маршал авиации (21.02.1969)
- главный маршал авиации (3.11.1972)

## Награды
Награды СССР
- Две медали «Золотая Звезда» Героя Советского Союза (1.05.1943, 15.08.1984);
- четыре ордена Ленина (1.05.1943, 15.08.1974, 21.02.1978, 15.08.1984);
- орден Октябрьской Революции (4.05.1972);
- пять орденов Красного Знамени (1.05.1942, 13.07.1942, 22.02.1955, 30.12.1956, 22.02.1968);
- орден Кутузова 1-й степени (4.11.1981);
- орден Александра Невского (5.11.1944);
- орден Отечественной войны 1-й степени (22.09.1943);
- два ордена Красной Звезды (15.11.1950, 29.04.1954);
- орден «За службу Родине в Вооруженных Силах СССР» 3-й степени (17.02.1976);
- медали СССР, в том числе медаль «За боевые заслуги» (06.11.1945).

Награды иностранных государств
- Орден Британской империи 4-го класса (Великобритания, 1944)
- Орден Возрождения Польши 3-й степени (Польша, 1973)
- Орден Народной Республики Болгария 1-й степени (Болгария, 14.09.1974)
- Орден «За заслуги перед Отечеством» в золоте (ГДР, 1977)
- орден Шарнхорста (ГДР, 1983)
- орден Красного Знамени (Венгрия, 16.05.1978)
- орден Красного Знамени (Чехословакия, 6.10.1982)
- два ордена Сухэ-Батора (Монголия, 1971, 11.06.1981)
- орден «За заслуги в авиации» (Перу, 1972)
- Медаль «40 лет Халхин-Гольской Победы» (Монголия, 1979)
- Медаль «50 лет Монгольской Народной Революции» (Монголия, 1970)